# 沢目駅
沢目駅（さわめえき）は、秋田県山本郡八峰町峰浜水沢字寺の後（てらのうしろ）にある、東日本旅客鉄道（JR東日本）五能線の駅である。

## 歴史
- 1926年（大正15年）4月26日：鉄道省（→国鉄）の駅として山本郡沢目村に開業[2]。
- 1971年（昭和46年）10月1日：貨物の取り扱いを廃止[3]。
- 1984年（昭和59年）2月1日：荷物の扱いを廃止[4]。
- 1986年（昭和61年）11月1日：電子閉塞導入に伴う能代駅 - 岩館駅間の一閉塞化により運転扱いを廃止し、駅員無配置駅となり[5]、簡易委託化[6][7]。
- 1987年（昭和62年）
  - 4月1日：国鉄分割民営化により、東日本旅客鉄道の駅となる[4]。
  - 11月1日：合築駅舎に改築[6]。
- 時期不詳[いつ?]：無人化。

- 2020年（令和2年）4月1日：能代駅の業務委託化に伴い、東能代駅管理となる。
- 2024年（令和6年）10月1日：えきねっとQチケのサービスを開始[1][8]。

## 駅構造
単式ホーム1面1線を有する地上駅である。かつては相対式ホーム2面2線であった。単式ホームになってからは旧上り線を使用しているが、旧下り線ホームも残っている。駅舎は木造一部二階建てで、商工会館と一体となっている。
東能代統括センター（東能代駅）管理の無人駅である。

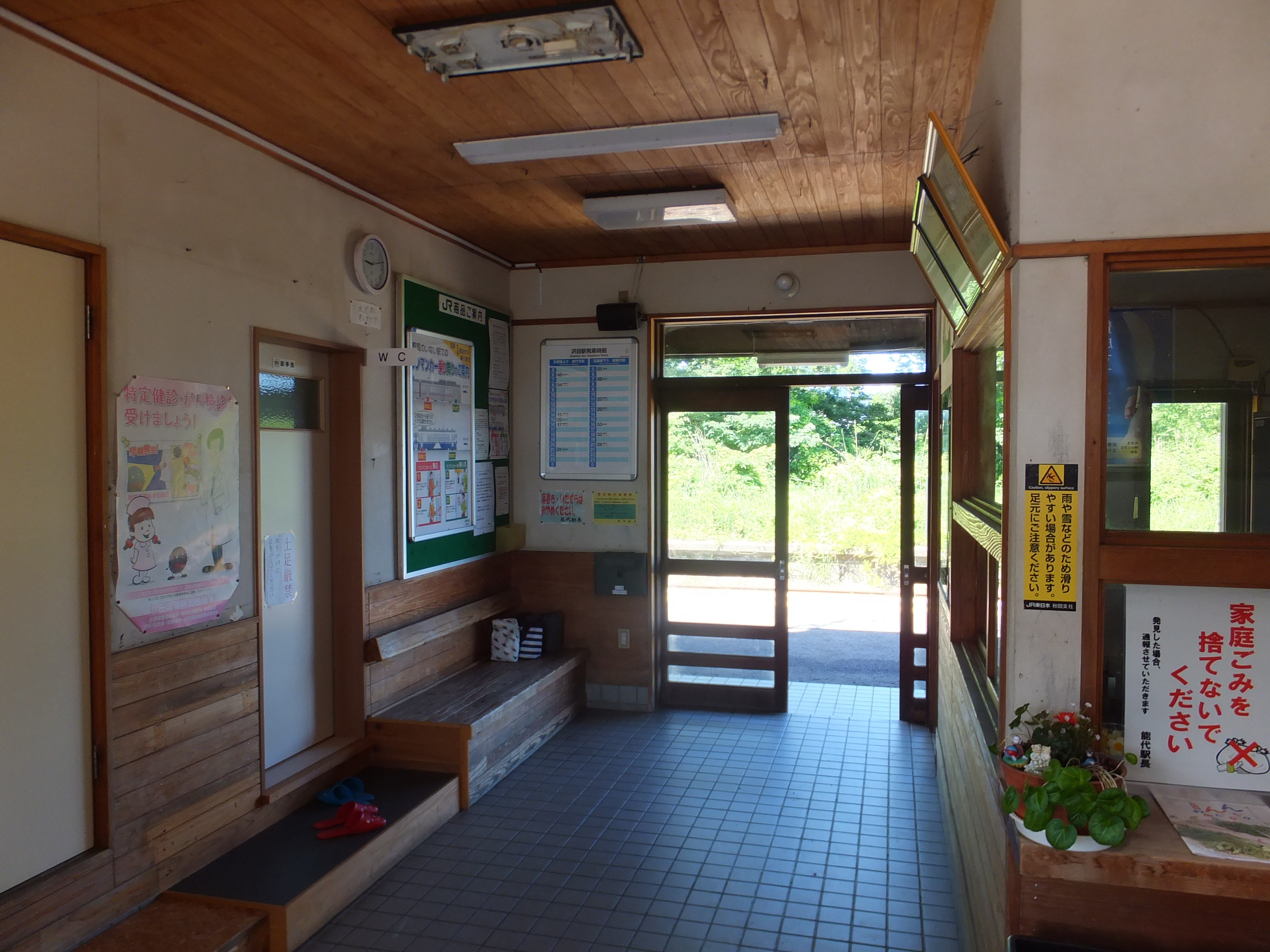
改札口（2017年6月）
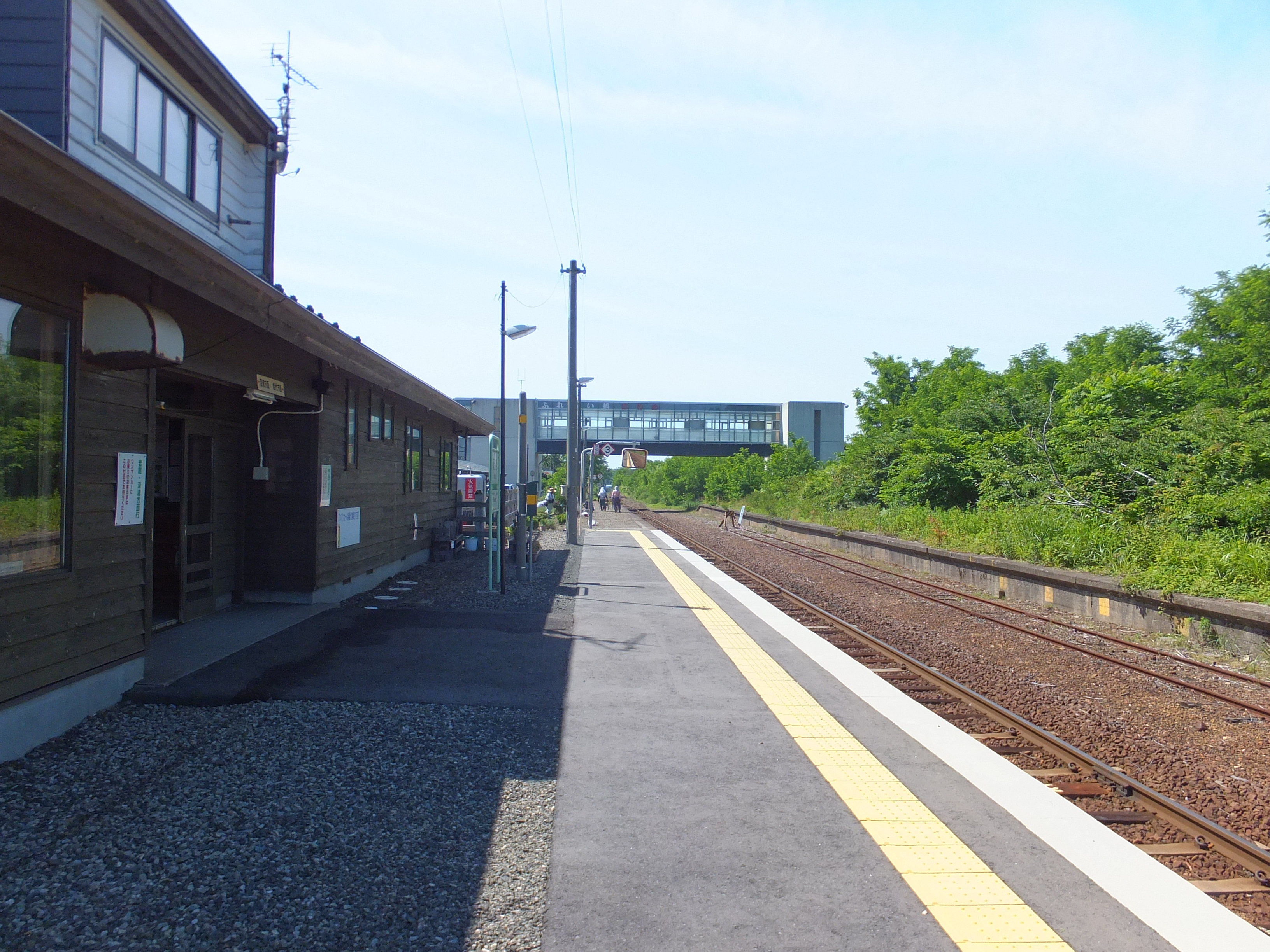
ホーム（2017年6月）

## 駅周辺
- 八峰町立峰浜小学校
- 八峰町立八峰中学校
- 峰浜郵便局
- 国道101号
- 能代カントリークラブ
- 目名潟

### バス路線
「沢目駅前」停留所において八峰町巡回バスの以下の路線が発着する。
- 大久保岱方面
- 岩館方面
- 道の駅みねはま・能代バスステーション方面

## その他
現在は当駅発着の列車はないが、昭和30年代頃から昭和60年代頃まで、当駅発着の列車が1往復設定されていた。

## 隣の駅
東日本旅客鉄道（JR東日本）
■五能線
□快速
通過
■普通
鳥形駅 - 沢目駅 - 東八森駅